# Fernand Vandérem
Fernand Vandérem, původně Fernand-Henri Vanderheym (24. června 1864 Paříž – 11. března 1939 Paříži) byl francouzský dramatik, prozaik a literární kritik.

## Životopis
Narodil se v 16. pařížském obvodu, v rodině klenotníka Gustava Vanderheyma (1839–1915) a Elisy Eugenie roz Abraham (1844). Měl sestru Gabriellu Rosenbaumovou (1873).
Korespondence z roku 1906 vedená ve Francouzské národní knihovně zmiňuje Fernandovu spolupráci s Antoniem de La Gándara. Recenzi jeho hry Cher maître napsal Paul Léautaud r. 1911. René Boylesve ve svých intimních spisech vykresloval jeho nelichotivý morální portrét a vynášel nad ním příkré literární soudy.
Svou prózu, novely a dramata tiskl mj. v Mercure de France a u Ollendorffa. Francouzská akademie mu v roce 1907 udělila cenu Alfreda-Née (bývalá výroční cena za literaturu, vytvořená v roce 1893 udělovaná autorovi nejoriginálnějšího díla ve formě a myšlení).
Fernand Vanderém zemřel 11. března 1939 ve svém domě, na č. 19 rue de La Trémoille v 8. pařížském obvodu, a byl pohřben na hřbitově Père-Lachaise.

## Dílo výběr

### Hry
- Le calice au Théâtre du Vaudeville le 19-11-1898, texte de Fernand Vandérem avec Lucien Guitry (Jacques Danthoise), Réjane (Simonne), Camille-Gabrielle Drunzer (Charlotte).
- La Pente douce, Paris, 1901
- Les Fresnay, Paris, L'Illustration, 1907
- Cher maître, Paris, L'Illustration, 1911
- Le Calice, Paris, Ollendorff, 1913
- La Victime [avec Franc-Nohain], Paris, Petite Illustration, 1914
- Les Connaisseurs, Paris, 1919

### Romány
- La Cendre, Paul Ollendorff, 1894
- Charlie, Ollendorff, 1895
- Le Chemin de velours, Ollendorff, 1896
- La Patronne, illustrations de Pierre Vidal, Ollendorff, 1896
- Les Deux Rives, Ollendorff, 1897
- Le Suicide, Abbeville, Paillart, 1912

### Novely
- "Le numéro 2", L'Illustration,‎ décembre 1912, p. 51–58 (lire en ligne).

### Eseje
- La Bibliophilie nouvelle I, 1931–1939, Paris, Giraud-Badin
- La Bibliophilie nouvelle II, 1927–1932, Paris, Giraud-Badin, 1933
- La Bibliophilie nouvelle III, 1933–1939, Paris, Giraud-Badin, 1941
- Le Miroir des lettres, 8 tomes, 1918–1926, Paris, Flammarion
- Gens de qualité, Paris, Plon, 1938
- La Littérature, notes et maximes, Paris, Hachette, 1927
- Pour et contre l'enseignement philosophique, Paris, Alcan, 1894

### Předmluvy
- Petites Folies: contenant 100 dessins de Ferdinand Bac, Paris, Simonis Empis, 1903
- Comment ils écrivent de Georges Charensol, Paris, édition Montaigne, 1932
- Le Salut public de Baudelaire, Champfleury, Toubin, Paris, Champion, xxe siècle
- Catalogue de manuscrits musicaux d'Ambroise Thomas, Paris, Andireux, 1935
- Catalogue de la bibliothèque Marcel Boulenger, Paris Andieux, 1935
- P'tites Femmes d'Albert Guillaume, Paris Simonis Empis, 1893
- Un pékin sur le front de Sem, Paris, Hachette, 1917
- Les Courses de chevaux de Saint-Georges, Paris, Lafitte et Cie, 1912

### V češtině
- On – úvod František Sekanina, in: 1000 nejkrásnějších novel... č. 92; ze sbírky Le Chemin de Velours přeložil Arnošt Procházka. Praha: J. R. Vilímek, 1916
- Znamenitý muž [Cher maître]: drama (hráno ve vinohradském divadle)[1]